# Жан Де Бі
Жан Де Бі (фр. Jean De Bie, нар. 9 травня 1892, Уккел — пом. 30 квітня 1961, Брюссель) — бельгійський футболіст, що грав на позиції воротаря.
Виступав за національну збірну Бельгії, у складі якої став олімпійським чемпіоном. 

## Клубна кар'єра
У дорослому футболі дебютував 1919 року виступами за команду «Расінг Клуб», кольори якої і захищав протягом усієї своєї кар'єри гравця, що тривала цілих шістнадцять років. У 1934 році Жан Де Бі завершив спортивну кар'єру. 

## Виступи за збірну
1920 року дебютував в офіційних матчах у складі національної збірної Бельгії, у тому ж році виграв в її складі Олімпіаду в Антверпені. Брав участь Де Бі і в двох наступних Олімпіадах (1924 року у Парижі та 1928 року в Амстердамі), але там національна команда успіхів не здобула. 
У 1930 році Де Бі відправився на перший чемпіонат світу в Уругваї, але не провів жодної гри на турнірі, залишаючись дублером Арнольда Баджу, який був на 17 років молодша Де Бі. Всього за збірну Де Бі провів 37 матчів. 
Протягом кар'єри у національній команді, яка тривала 11 років, провів у формі головної команди країни 37 матчів, пропустивши 75 голів.
Помер 30 квітня 1961 року на 69-му році життя.

## Титули і досягнення
- Олімпійський чемпіон: 1920